# Astragalus holmgreniorum
Astragalus holmgreniorum är en ärtväxtart som beskrevs av Rupert Charles Barneby. Astragalus holmgreniorum ingår i släktet vedlar, och familjen ärtväxter. Inga underarter finns listade i Catalogue of Life.